# Обратен ефект (група)
„Обратен ефект“ е българска музикална група, създадена през 1998 г. от Николай Попов, Симеон Рафаилов, Яко Доросиев и Николай Николов.
Създават хитовите парчета „Моля ви, мадам“, „За Марчето“, „Полет“, "Винаги съм много пиян", „Карагьоз“, „Какво ли ти говоря“, „Чоки“, „Кольо пияндето“ и много други.
На 23 януари 2021 г. Николай Попов обявява, че напуска групата, за да започне солова кариера и че Обратен Ефект прекратяват дейността си след 23 години.
След това останалите трима членове на групата, заедно с вокалиста Велизар Телбийски, създават нова музикална формация, наречена „Фабричен Дефект“.
В началото на 2024 година Николай Попов се завръща и Обратен Ефект възобновяват своята концертна дейност.

## Членове
- Николай Попов – вокал
- Яко Доросиев – бас
- Симеон Рафаилов – барабани
- Мартин Събков – китара

## Бивши членове на групата
- Даниел Замфиров – китари
- Васил Чергов – клавири
- Николай Узунов – саксофон
- Драгомир Мънзов – китари

## Хитрата сврака (2012)-сингъл
- Направо ще ѝ бия шута (2007)

1. Ще ѝ бия шута
2. Плейбой
3. Самба ди Джумая
4. Така си се събрахме
5. Бях дотук
6. Креватната гимнастика

- Поне да ви го кажа (2002)

1. Българин съм патриот
2. Глупаво момиче
3. Хич не мъ йе срам 3
4. Какво ли ти говоря
5. Кочана
6. Крясък в тишината
7. Любовта ...
8. Поне да ви го кажа

- „Вервайте ни (2001)“:

1. Вервайте ни!
2. Чоки
3. Мойта кака
4. Девойко мари `убава
5. Булгариш
6. Много мъ йе срам II
7. Пролетна пУезия – кокичета
8. Ойларипи
9. Павле ми пие
10. Полет

- Ефектен обрат (2000)

1. За Марчето
2. Моля ви, мадам
3. Карагьоз
4. Кольо пияндето
5. .. Но след тебе тичам, Миче
6. Плис-плис, морски бриз
7. Бай Петко
8. Въобще, изобщо...
9. И белите могат да скачат!
10. Клош-соната (в суб миньор)